# 真光寺 (豊岡市)
真光寺（しんこうじ）は兵庫県豊岡市にある浄土真宗本願寺派の寺院。おなつ手次寺として知られる。山号は金色山（こんじきさん）。本尊は阿弥陀如来。

## 歴史
- 元亀2年（1571年）恵戒により創立されたと伝えられるが、詳細は不明。
- 宝暦年間（1751-1764年）第10世恵俊、『おなつ蘇甦物語』のおなつを教化する。
- 大正3年（1914年）現所在地へ移転。
- 大正14年（1925年）北但馬地震に遭遇。本堂全焼。

## 交通アクセス
- JR山陰本線豊岡駅から徒歩約12分